# أولاد بوراص (مريجة)
أولاد بوراص هي إحدى مشيخات المملكة المغربية، تتبع جغرافيا لإقليم جرادة وإداريًا لمريجة. يقدر عدد سكانها بـ 1542 نسمة حسب الإحصاء الرسمي للسكان والسكنى لسنة 2004.